# Europejski Komisarz ds. prawa i umiejętności społecznych, wysokiej jakości miejsca pracy i gotowości

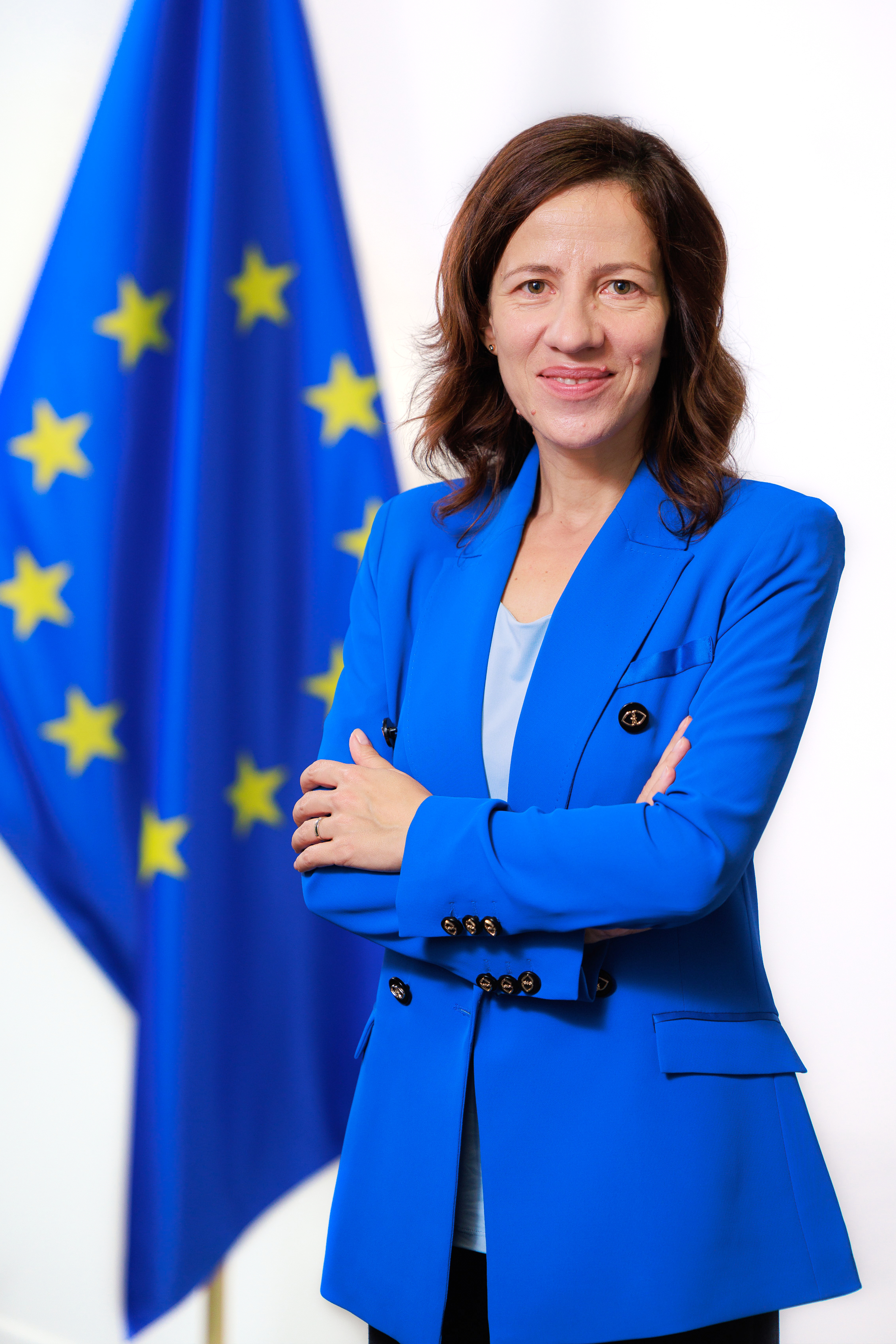
Wiceprzewodnicząca wykonawcza Komisji Europejskiej ds. prawa i umiejętności społecznych, wysokiej jakości miejsca pracy i gotowości – Roxana Mînzatu

Europejski Komisarz ds. prawa i umiejętności społecznych, wysokiej jakości miejsca pracy i gotowości – członek Komisji Europejskiej. Koordynuje działania na rzecz wzmocnienia kapitału ludzkiego w Europie oraz dostosowania jej społecznego modelu gospodarczego do wyzwań współczesności. Odpowiada za obszary związane z edukacją, umiejętnościami, prawami społecznymi, wysokiej jakości miejscami pracy oraz zdolnością społeczeństw europejskich do adaptacji w obliczu zmian gospodarczych, technologicznych i demograficznych. Celem tych działań jest budowanie sprawiedliwego, zrównoważonego modelu społecznego, który łączy dobrobyt gospodarczy z inkluzywnością społeczną, zapewniając równocześnie wsparcie dla pracowników, przedsiębiorstw i społeczności. Wspiera realizację Europejskiego Filara Praw Socjalnych oraz inicjatyw służących uzupełnianiu luki w umiejętnościach i zatrudnieniu, a także w tworzeniu rozwiązań wspierających edukację, szkolenia oraz mobilność zawodową. Jednocześnie kładzie nacisk na sprawiedliwe warunki pracy, rozwój rynku pracy i wsparcie dla młodych pokoleń. 

## Powstanie stanowiska
Stanowisko powołano w odpowiedzi na zmieniające się potrzeby społeczne i gospodarcze w Europie. Wraz z postępem technologicznym, przemianami demograficznymi oraz wyzwaniami związanymi z zieloną i cyfrową transformacją, kluczowe stało się zapewnienie, że systemy edukacji, rynku pracy i ochrony socjalnej będą przygotowane na nadchodzące zmiany. Nowy Komisarz ma za zadanie zadbać o to, aby nikt nie został pozostawiony w tyle w tym procesie. Celem utworzenia tego stanowiska było również wzmocnienie społecznego wymiaru unijnej gospodarki oraz zbudowanie odporności europejskiego społeczeństwa wobec kryzysów, takich jak zagrożenia zdrowotne czy transformacje ekonomiczne. Dążono do stworzenia zintegrowanego podejścia, które uwzględnia różne aspekty jakości życia Europejczyków: edukację, ochronę praw pracowniczych, przeciwdziałanie wykluczeniu społecznemu oraz budowanie umiejętności na miarę potrzeb XXI wieku.

## Zakres obowiązków
Wiceprzewodnicząca wykonawcza Komisji Europejskiej ds. prawa i umiejętności społecznych, wysokiej jakości miejsca pracy i gotowości odpowiada za szeroki wachlarz działań związanych z edukacją, prawami społecznymi, wysokiej jakości miejscami pracy oraz gotowością społeczeństw na zmiany. Do jego głównych zadań należy:
- wdrażanie Europejskiego Filara Praw Socjalnych poprzez przygotowanie nowego Planu Działań na rzecz Praw Socjalnych oraz osiągnięcie celów społecznych na rok 2030,
- opracowanie Mapy Drogowej dla Miejsc Pracy Wysokiej Jakości, obejmującej uczciwe wynagrodzenia, standardy bezpieczeństwa i higieny pracy, dobre warunki zatrudnienia oraz wsparcie dla samozatrudnionych i pracowników przechodzących między sektorami,
- stworzenie strategii przeciwdziałania ubóstwu, która obejmie dostęp do podstawowych usług, ochronę najsłabszych grup społecznych oraz wsparcie dla taniego mieszkalnictwa w ramach Europejskiego Planu Mieszkaniowego,
- zajęcie się wyzwaniami cyfryzacji na rynku pracy poprzez działania legislacyjne dotyczące zarządzania algorytmicznego, ochrony praw pracowników w erze sztucznej inteligencji oraz wprowadzenie prawa do odłączenia się od pracy,
- przygotowanie i wdrożenie Strategii na rzecz Zdrowia i Bezpieczeństwa w Miejscu Pracy, która skupi się na poprawie warunków pracy, w tym zdrowia psychicznego pracowników,
- zwiększenie mobilności zawodowej poprzez uproszczenie systemu koordynacji zabezpieczeń społecznych oraz wsparcie Europejskiego Urzędu ds. Pracy,
- wdrażanie Planu na rzecz Edukacji i Umiejętności, obejmującego rozwój edukacji zawodowej, wspieranie programów Erasmus+ oraz tworzenie mechanizmów uznawania kwalifikacji w całej Unii Europejskiej,
- opracowanie Strategii na rzecz Edukacji STEM oraz Planu Działań na rzecz Podstawowych Umiejętności, aby zniwelować niedobory w kluczowych obszarach kompetencji,
- wzmocnienie dialogu społecznego poprzez nowy Pakt na rzecz Dialogu Społecznego w Europie, który uwzględni zmieniające się potrzeby rynku pracy,
- rozwój gospodarki społecznej, wspierając innowacyjne rozwiązania dla społeczności lokalnych oraz efektywne wykorzystanie funduszy unijnych na rzecz transformacji społecznej i ekologicznej.

## Lista komisarzy
|    | Komisarz             | Lata      | Komisja          |
| -- | -------------------- | --------- | ---------------- |
| 1  | Giuseppe Petrilli    | 1958–1961 | Hallstein I      |
| 2  | Lionello Levi Sandri | 1961–1972 | Hallstein I      |
| 2  | Lionello Levi Sandri | 1961–1972 | Hallstein II     |
| 2  | Lionello Levi Sandri | 1961–1972 | Rey              |
| 2  | Lionello Levi Sandri | 1961–1972 | Malfatti         |
| 3  | Albert Coppé         | 1972–1973 | Malfatti         |
| 3  | Albert Coppé         | 1972–1973 | Mansholt         |
| 3  | Albert Coppé         | 1972–1973 | Ortoli           |
| 4  | Patrick Hillery      | 1973–1977 | Ortoli           |
| 5  | Henk Vredeling       | 1977–1981 | Jenkins          |
| 6  | Ivor Richard         | 1981–1985 | Thorn            |
| 7  | Peter Sutherland     | 1985–1989 | Delors I         |
| 8  | Vasso Papandreou     | 1989–1993 | Delors II        |
| 9  | Pádraig Flynn        | 1993–1999 | Delors III       |
| 9  | Pádraig Flynn        | 1993–1999 | Santer           |
| 9  | Pádraig Flynn        | 1993–1999 | Marín            |
| 10 | Anna Diamantopoulou  | 1999–2004 | Prodi            |
| 11 | Vladimír Špidla      | 2004–2010 | Barroso I        |
| 12 | László Andor         | 2010–2014 | Barroso II       |
| 13 | Marianne Thyssen     | 2014–2019 | Junkcer          |
| 14 | Nicolas Schmit       | 2019–2014 | von der Leyen I  |
| 15 | Roxana Mînzatu       | od 2024   | von der Leyen II |